# Нордстемен
Нордстемен (њем. Nordstemmen) општина је у њемачкој савезној држави Доња Саксонија. Једно је од 40 општинских средишта округа Хилдесхајм. Према процјени из 2010. у општини је живјело 12.708 становника. Посједује регионалну шифру (AGS) 3254026.

## Географски и демографски подаци
Нордстемен се налази у савезној држави Доња Саксонија у округу Хилдесхајм. Општина се налази на надморској висини од 64 метра. Површина општине износи 60,2 km². У самом мјесту је, према процјени из 2010. године, живјело 12.708 становника. Просјечна густина становништва износи 211 становника/km².

## Међународна сарадња
| Мјесто    | Држава    | Врста сарадње | Од    |
| --------- | --------- | ------------- | ----- |
| Сент Обен | Француска | партнерство   | 1965. |
| Извор     |           |               |       |